# Салатин, Вадим Евгеньевич
Вади́м Евге́ньевич Сала́тин (укр. Вадим Євгенович Салатін; род. 3 октября 1985, Жданов, Донецкая область) — украинский футболист, выступавший на позициях защитника и полузащитника

## Биография
Воспитанник мариупольского футбола. В турнирах ДЮФЛ Украины выступал за мариупольский «Металлург» (30 матчей, 4 гола) и команду местной ДЮСШ-3 (7 матчей). С 2002 года в составе «Металлурга» (позднее переименованного в «Ильичёвец»), однако первые несколько сезонов играл только за вторую команду клуба во второй лиге. За главную команду «азовцев» дебютировал только в декабре 2005 года, в четвертьфинальном матче Кубка Украины против киевского «Арсенала», на 90-й минуте игры заменив Андрея Конюшенко. В высшей лиге первую игру провёл 3 марта 2007 года, на 78-й минуте выездного матча против днепропетровского «Днепра» выйдя на замену вместо Ары Акопяна. Всего в сезоне 2006/07 отыграл в высшем дивизионе 8 матчей, однако по окончании чемпионата отправился в «Ильичёвец-2» и к играм основной команды больше не привлекался. В следующем сезоне был арендован клубом «Феникс-Ильичёвец». Летом 2008 года, по завершении срока аренды, вернулся в Мариуполь, где провёл ещё полсезона в «Ильичёвце-2», после чего покинул приазовский клуб.
После ухода из «Ильичёвца» отправился в Чехию, где в течение 2009 года защищал цвета клуба «Оломоуц», выступавшего в местной второй лиге. Вернулся в Украину в 2010 году, подписав контракт с кировоградской «Звездой». Летом того же года перешёл в «Сумы», в составе которых стал серебряным призёром своей группы второй лиги, однако команда проиграла стыковые матчи и не смогла выйти в первый дивизион. Тем не менее, Салатин начал следующий чемпионат в первой лиге, став игроком харьковского «Гелиоса», за который выступал до зимнего перерыва. В 2012 году подписал контракт с армянским «Титаном», однако в составе команды на поле ни разу не появился. 2013 год провёл в клубах второй лиги «Мир» (Горностаевка) и «Шахтёр» (Свердловск), после чего завершил профессиональную карьеру. По окончании выступлений играл на любительском уровне за «Колос-ОТГ» из поселка Аскания-Нова (в составе которого неоднократно становился одним из лучших игроков чемпионата Херсонской области) и за «Яруд» из родного Мариуполя. Позже работал детским тренером в мариупольской ДЮСШ «Азовсталь»

## Достижения
- Серебряный призёр Второй лиги чемпионата Украины (2): 2004/05 (группа «В»), 2010/11 (группа «А»)